# C. Denier Warren
C. Denier Warren (29 de julho de 1889 – 27 de agosto de 1971) foi um ator norte-americano, que atuou extensivamente no teatro e cinema a partir da década de 1930 até o final da década de 1960, principalmente no Reino Unido.